# Michel Falise
Michel Falise, né en 1931 à Marcinelle en Belgique et mort le 31 août 2012 à Argelès-sur-Mer, est un économiste et universitaire français. 
Il est le premier recteur laïc de l'Université catholique de Lille et le président de la Fédération européenne des universités catholiques (en 1993).

## Biographie
Michel Falise naît à Marcinelle en Belgique en 1931. Il s'engage très tôt dans le mouvement catholique de jeunesse Patro.  Il commence à étudier à l'université de Louvain, puis part ensuite faire des études d'économie à Harvard, où il travaille durant un an avec plusieurs détenteurs de prix Nobel. Il revient en Europe, désireux de s'engager pour des idées sociales, après avoir renoncé à une carrière dans le secteur bancaire,.
Il devient en 1979 le premier recteur laïc de l'université catholique de Lille, étant par la suite élu président des Organisations internationales catholiques, ce qui l'amène à travailler avec le pape Jean-Paul II sur la question sensible de la recherche sur la fécondation in vitro dans les universités catholiques.
Michel Falise est jusqu'en 2001 le premier président du mouvement Habitat et Humanisme et crée le Laboratoire de recherches économiques et sociales ainsi que le Centre d'éthique contemporaine de l'Université catholique de Lille, avant d'être élu au conseil municipal de la ville de Lille en 2004,.

## Publications
- La démocratie participative : Promesses et ambiguïtés  (préf. Martine Aubry), Éditions de l'Aube, 2004, 208 p. (ISBN 978-2-876-78916-6)
- L'inattendu d'une vie, Éditions de l'Atelier, 2011, 165 p. (ISBN 978-2-708-24165-7)